# 晚風 (歌曲)
《晚風》，1984年電影《上海之夜》葉蒨文演唱的主題曲，主要由黃霑作曲（黃霑曾表示結尾的哼唱部分「啊啊啊」這一小段旋律是葉蒨文寫的
）及填詞、戴樂民編曲；並有國、粵語兩版，填詞人不變。
曾提名第4屆香港電影金像獎頒獎禮最佳電影歌曲。

## 製作背景
導演徐克喜歡黃霑所作的《舊夢不須記》，便找他為電影寫主題曲。《晚風》這首歌，在原創的基礎上，化用了國語時代曲《秋的懷念》和《夜來香》部分旋律。此外，學者陳煒舜指出，「晚風中，有你我的夢」兩句，化用了嚴折西於1948年創作的時代曲《叫我從何說起》開頭「叫我從何說起，我對你甜甜蜜蜜」兩句的旋律。
在電影裡是主角小提琴手阿B的作品，變奏以畫內及畫外音樂的形式多次出現，渲染情緒，呼應主題。
葉蒨文主唱的版本最初原為國語，首次收錄於1984年香港華納唱片公司出品的《上海之夜 電影原聲帶》。1985年，她灌錄個人專輯《長夜 My Love Goodnight》時，其經理人黃柏高說當時國語歌已不流行，要求她唱粵語版，但葉蒨文堅持唱國語版，最後雙方讓了步，兩版都收入。

## 音樂特色
屬純五聲音階，降B大調或宮調:146，無轉調；4/4拍，BPM為114；音域橫跨10度。節奏類似倫巴舞曲。
結構一作「一段體」:12（只算唱詞部分），一作「AB體」或「二段體」（連結尾的哼唱部分都算進去）
編曲方面，小提琴主奏，配以鋼琴、小號、長笛、梆子、小鼓、沙槌等，也有口哨的伴奏聲。

## 評價
有論者指此曲由簡單的五聲音階寫成，還運用了「頂真」、模進等使旋律更易記的技巧，句構亦有變化，「非常靈巧優美」:173-174；並使用了大量滑音，使旋律變得圓潤、流暢；而結尾的哼唱部分結束在屬音上，成為「開放式樂段」，則被認為予人「意猶未盡的感覺」。
樂評人游威：「葉蒨文的《晚風》本是寫歌女的風韻情思，卻透出摩登上海乃至當代香港的迤儷情調。」
1980年初中英談判展開，港人面臨前途問題，有論者視《晚風》（還有《借來的美夢》、《東方之珠》等）為應此而生的流行文化產物，並評此詞「借古喻今引來反思」。

## 香港派台成績
| 1984年 | 1984年 | 1984年 | 1984年   | 1984年 | 1984年 | 1984年 |
| ------ | ------ | ------ | -------- | ------ | ------ | ------ |
| 唱片   | 歌曲   | 903    | RTHK     | 997    | TVB    |        |
| 葉蒨文 | 晚風   | N/A    | 一周冠軍 | N/A    | N/A    |        |

## 其他版本
| 年份 | 歌手/演奏者                    | 來源                        | 語言                     |
| ---- | ------------------------------ | --------------------------- | ------------------------ |
| 1984 | 甄妮                           | TVB甄妮個人特輯「不再孤獨」 | 國語、粵語               |
| 1985 | 徐小鳳                         | 停不了的動感徐小鳳演唱會    | 粵語                     |
| 1985 | 王芷蕾                         | 翩翩飛起                    | 國語                     |
| 1985 | 龍飄飄                         | 碎夢裡                      | 國語                     |
| 1990 | 潘秀瓊                         | 經典金曲 第一輯             | 國語                     |
| 1993 | 葉蒨文、靜婷（中樂民樂團伴奏） | 清潔香港邁向光輝21年        | 國語                     |
| 1994 | 張清芳、費玉清（和聲）         | 龍兄虎弟 (電視節目)         | 國語                     |
| 1996 | 西崎崇子                       | 流金歲月                    | 小提琴演奏版，石信之編曲 |
| 1998 | 鮑比達                         | 1998                        | 純音樂改編版             |
| 1999 | 焦媛                           | 春天舞台劇金曲精選第一輯    | 粵語                     |
| 1994 | 王菲                           | 星光熠熠耀保良              | 國語                     |
| 1999 | 許茹芸                         | 夕德煇黃演唱會              | 國語                     |
| 2000 | 仙杜拉                         | 煇黃2000演唱會              | 粵語                     |
| 2003 | 張偉文                         | 唱好女人演唱會              | 粵語                     |
| 2009 | 傅薇                           | Fu~Way                      | 國語                     |
| 2011 | 林子祥                         | LAMUSIQUE VINTAGE 2011      | 國語                     |
| 2015 | 呂珊                           | 瞻霑自喜 黃霑名曲致敬集     | 國語                     |